# NGC 7594
NGC 7594 (również IC 1478, PGC 70991 lub UGC 12485) – galaktyka spiralna (Sb), znajdująca się w gwiazdozbiorze Pegaza. Odkrył ją Andrew Common w sierpniu 1880 roku.